# Centromerus clarus
Centromerus clarus är en spindelart som först beskrevs av Ludwig Carl Christian Koch 1879.  Centromerus clarus ingår i släktet Centromerus och familjen täckvävarspindlar. Inga underarter finns listade i Catalogue of Life.